# Fortyfikacje Montbrison
Fortyfikacje Montbrison – miejskie dzieła obronne wybudowane w XI wieku, przebudowane w XIII i XV wieku. Posiadają status Patrimoine architectural (Mérimée).

## Lokalizacja
Fortyfikacje miejskie zlokalizowane są w centrum miejscowości Montbrison, w departamencie Loara, w regionie Owernia-Rodan-Alpy.

## Historia
W latach 1075–1080 Artaud II, pierwszy hrabia Forez, zbudował zamek na bazaltowym wzgórzu. W 1173 roku w wyniku podziału hrabstw Lyon i Forez, zamek stał się rezydencją Guya II i stolicą administracyjną Forez. W skład zespołu zamkowego wchodziły donżon, dwie kaplice Najświętszej Marii Panny i św. Piotra, szpital dla ubogich, kilka domów i łąki. W latach 1223–1258 wzniesiono drugie fortyfikacje zamkowe, z trzema bramami, wieżami i przekopami od południowego wschodu, w celu otoczenia stopniowo rozwijającego się miasta.
Na początku XIV wieku siedzibę hrabiego przeniesiono w pobliże kolegiaty a samo miasto rozwijało się na równinie. Obronność zeszła na dalszy plan. W 1359 roku Montbroson zostało spalone podczas angielskich ataków w czasie wojny stuletniej, a w 1362 roku ponownie splądrowane przez bandy. Część ludności schroniła się poza starymi murami zamkowymi. W 1422 roku wojska burgundzkie ponownie zajęły i splądrowały miasto. W 1409 roku postanowiono wybudować mury obronne miasta, jednak dopiero w 1428 roku Maria de Berry zezwoliła na ich budowę. W ciągu dziesięciu lat miasto zostało otoczone murami, które posiadały siedem bram i czterdzieści sześć wież. Nowe mury łączyły się od północnego – wschodu z dolnym murem zamku, utworzono również fosy. 
W 1562 roku baron des Adrets rozebrał część umocnień. Jednak punktem zwrotnym w historii fortyfikacji miasta była rozbiórka zamku w lipcu 1596 roku przez Philiberta de la Guiche, gubernatora prowincji. W XVII i XVIII wieku opuszczony zamek i jego otoczenie wraz z murami służyło jako kamieniołomy. Urszulanki w 1629 r. i Wizytki w 1634 r. na miejscu umocnień i przy użyciu kamieni z rozbiórek zbudowały swój klasztor. Wizytatorzy wybudowali swój klasztor w 1683 roku, a następnie nowy kościół w 1702 roku opierając je o mury obronne. Z drugiej jednak strony, odcinek Boulevard Bellevue, służący jako mur oporowy ogrodu Henriego Thoyneta de Bigny, został naprawiony, a nawet wzmocniony ostrogami w 1763 roku. W 1780 r. urzędnicy miejscy zwrócili się do Rady Państwa o zgodę na rozbiórkę części umocnień miejskich, które groziły zawaleniem. Pod koniec XVIII wieku nowa gmina zrealizowała projekt swoich poprzedników. Utworzono nowe bulwary przez rozbiórkę trzeciego rzędu umocnień. 5 czerwca 1791 roku, zaplanowano „rzucić most na rzekę” (Most Czerwony) w celu „przejścia przez nowy bulwar”, zaproponowano wykorzystanie kamieni z Porte d'Écotay. W 1797 roku rozebrano także „bliskie zawalenia” bramy Moingt i Magdeleine, stopniowo rozebrano też wieże. W 1804 roku zasypano rowy dawnej fosy przy bulwarze Saint-Jean ziemią pobraną z okolic koszar. W 1807 r. na wyrównanym terenie posadzono kilkaset akacji i lip. Aby połączyć centrum miasta z bulwarami, w murze wykuto przejścia: od rue de la Boucherie do bulwaru Saint-Jean w 1809 r., od rue Tupinerie do bulwaru de la Mairie w 1812 r., od krużganka Notre-Dame w 1833 r. i od rue Porcherie w 1842 r. do bulwaru de la Caserne. 

## Opis
Do budowy zamku wykorzystano kamienie granitowe spojone zaprawą wapienną. Z tych fortyfikacji pozostał zarys pierwszego zauważalnego muru obronnego pomiędzy rue Saint-Aubrin, rue du Calvaire i rue des Visitandines. Układ drugiego obwarowania widoczny jest na ulicach Claude Henrys i des Fours banaux, a także na rue du Palais de Justice, gdzie wieża Barrière pozostaje najpiękniejszym przykładem. Przy Boulevard Duguet zachował się fragment muru wspólny dla drugiego i trzeciego obwarowania, flankowany czterema okrągłymi wieżami i silnie skonsolidowany, aby służyć jako mur oporowy. Z pozostałych 42 wież i 7 bram ogrodzenia miejskiego nie pozostało nic. Z trzeciegoo bwarowania, o które opierały się domy, pozostała jedynie trasa wzdłuż bulwarów prefektury, Chavassieu, Lachèze.